# Mohammed Chaib
Mohammed Chaib (20 de maio de 1958) é um ex-futebolista argelino. Ele competiu na Copa do Mundo FIFA de 1986, sediada no México, na qual a seleção de seu país terminou na 22º colocação dentre os 24 participantes.